# فوتبال کالجی

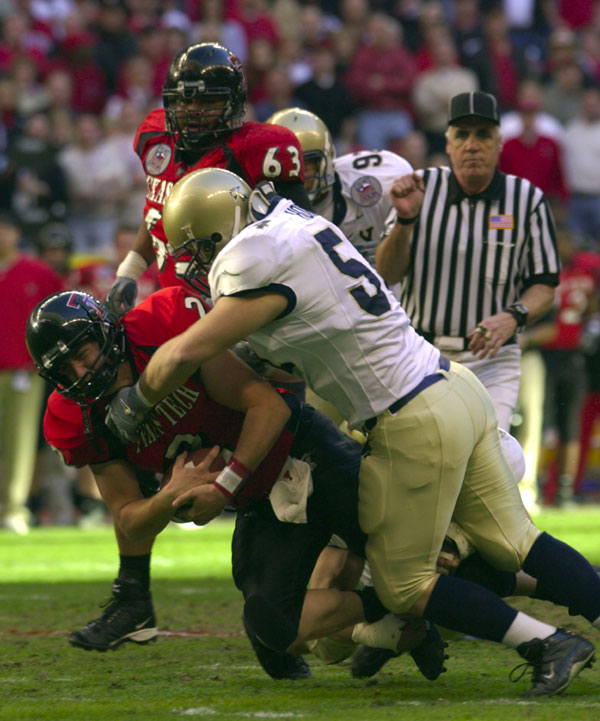
یک مسابقه فوتبال بین تگزاس تک و کالج نیروی دریایی

فوتبال کالجی (انگلیسی: College football) فوتبال آمریکایی که تیم‌های متشکل از ورزشکاران دانشجوی دانشگاه‌ها، کالج‌ها، آکادمی‌های نظامی، آمریکایی یا فوتبال کانادایی که تیم‌های متشکل از ورزشکارانی که برای دانشگاه‌های کانادا بازی می‌کنند، است. قوانین فوتبال آمریکایی اول بار از طریق فوتبال کالجی در آمریکا محبوبیت یافت.